# Wigberto Jiménez Moreno
Wigberto Jiménez Moreno (León, Guanajuato, México. 29 de diciembre de 1909 - Ciudad de México. 22 de abril de 1985) fue un filósofo, historiador y arqueólogo mexicano. Su obra estuvo enfocada en la investigación de la historia de los pueblos de Mesoamérica.

## Primeros años
Wigberto Jiménez Moreno nació en León, la ciudad más poblada del estado mexicano de Guanajuato, en 1909. Fue miembro de una familia tradicionalista y de clase media. Su formación fue principalmente autodidacta, aunque fue estudiante en la Universidad Nacional Autónoma de México (UNAM) y la Universidad de Harvard. En 1945 adquirió el grado de Maestro en Etnología por la Escuela Nacional de Antropología e Historia (ENAH) de México.
Fue docente de la Escuela Normal de León. Más tarde ocupó un puesto como profesor en la Universidad Nacional Autónoma de México (UNAM). A la edad de 19 años, recibió una invitación de Alfonso Caso para incorporarse al Instituto Nacional de Antropología e Historia (INAH), donde se desarrolló profesionalmente  hasta su muerte. Igualmente fue profesor invitado de diversas instituciones de Estados Unidos, incluyendo las universidades de Texas, Illinois, de California en Los Ángeles y la Universidad de Minnesota. Fue miembro de la Academia Mexicana de la Historia, siendo titular del sillón 16 de 1947 a 1985.

## Obra
El arqueólogo Jiménez Moreno fue un investigador de numerosas áreas culturales mesoamericanas. Sus indagaciones le llevaron a Tollan-Xicocotitlan, la capital de los toltecas, sobre la cual produjo la importante obra intitulada Tula y los toltecas (1941). Textos de su autoría son Origen y significación del término otomí y Fray Juan de Córdoba y la lengua zapoteca. Realizó un importante estudio sobre el contenido del Códice Yanhuitlán, documento de origen colonial procedente de la Mixteca oaxaqueña. Además se interesó en la historia colonial de México, sobre la que redactó los ensayos Fray Bernardino de Sahagún y su obra y La colonización y evangelización de Guanajuato en el siglo XVI.

## Cargos ocupados
- Fundador de El Colegio del Bajío (León, Guanajuato; 1982).